# Kolec Topalli
Kolec Topalli (ur. 4 grudnia 1938 w Szkodrze, zm. 24 maja 2018 w Tiranie) – albański językoznawca.

## Życiorys
Był synem Nusha Topalliego. Po przejęciu władzy przez komunistów rodzina Topalli była internowana w Tepelenie. Szkołę średnią ukończył w Szkodrze, a następnie uczył się w miejscowej szkole pedagogicznej. W 1964 ukończył studia z zakresu języka i literatury albańskiej na Uniwersytecie Tirańskim. Po studiach pracował jako nauczyciel w Kukësie, Lezhy, Gramshu i w Krui. W roku 1992 objął stanowisko sekretarza generalnego Prezydenta Republiki Albanii Salego Berishy, które sprawował do roku 1997. W tym samym roku rozpoczął pracę naukową w Instytucie Językoznawstwa i Literaturoznawstwa. W latach 2006–2007 pełnił funkcję radcy w ambasadzie Albanii w Rzymie. W latach 2007–2014 pracował naukowo w Centrum Studiów Albanologicznych w Tiranie. 
Zainteresowania naukowe Topalliego obejmowały kwestie fonetyki i etymologii języka albańskiego. Prowadził zajęcia z fonetyki historycznej dla studentów Uniwersytetu Tirańskiego. Był autorem ponad 250 publikacji.

## Nagrody i wyróżnienia
Od 2008 członek Akademii Nauk Albanii, a od 2012 członek zagraniczny Akademii Nauk i Sztuk Kosowa. Za Słownik etymologiczny języka albańskiego wydany w 2017 otrzymał nagrodę Çabej, książka ta została uznana w tym roku za najlepszą w dziedzinie albanologii. Uhonorowany tytułem Wielkiego Mistrza (Mjeshtër i Madh).

## Publikacje
- 1995: Theksi në gjuhën shqipe
- 1996: Për historinë e hundorësisë së zanoreve në gjuhën shqipe
- 1998: Zhvillimi historik i diftongjeve të shqipes
- 2000: Shndërrime historike në sistemin zanor të gjuhës shqipe
- 2001: Sonantet e gjuhës shqipe
- 2002: Mbylltoret e gjuhës shqipe
- 2003: Fërkimoret e afrikatet e gjuhës shqipe
- 2004: Dukuritë fonetike të sistemit bashkëtingëllor të gjuhës shqipe
- 2008: Evolucioni historik i përemrave të shqipes
- 2009: Sistemi rasor i emrave të shqipes
- 2010: Sistemi foljor i gjuhës shqipe
- 2011: Gramatikë historike e gjuhës shqipe
- 2017: Fjalori Etimologjik të Gjuhës shqipe